# Mejlgade
Mejlgade er en gade i det centrale Aarhus i det såkaldte latinerkvarter. Gaden strækker sig over 800 m fra Østbanetorvet i nord til Bispetorv i syd. Den blev kaldt "Middelgade" frem til slutningen af 1800-tallet, hvor den fik sit nuværende navn.

## Gadens forløb
Gaden går fra Skolegade ved Bispetorv forbi det trafikerede kryds ved Nørreport og ender ved Mejlborg Torvet og Østbanetovet, hvor Aarhus' ældste banegårdsbygning ligger. Bygningen huser i dag Paustian, men der er dog stadig et passagerstop på stedet, hvorfra Aarhus Letbane kan benyttes. Mejlgade havde indtil år 2000 sit eget stoppested for det daværende Århus Sporvejes linje 3 og linje 14, selvom stoppestedet reelt var på Nørreport ved krydset.
Gaden huser blandt andet caféen Ris Ras Filliongongong, Musikcaféen, Kulturgyngen og kulturprojekthuset Frontløberne, der holder til i nummer 35B i bagerste baggård. Forrest i baggården finder man projektuddannelsen Kaospiloterne, der i sin tid udsprang af Frontløberne. Mange stilarter er repræsenteret, fra renæssancefacaden i nr. 19, byens ældste borgerhus i nr. 25 (dateret til 1576) og den postmoderne hjørnebygning ud til Nørreport. Et særligt karaktertræk er gadens buede forløb, som den har fået, fordi den fulgte kystlinjen. Af gader med tilsvarende buet forløb kendes kun Fiskergade; dér skyldes det, at gaden fulgte Århus Ås løb.
Et andet særkende er de mange baggårde, der tidligere har rummet stalde og været hjemsted for håndværkere. I latinerkvarteret har man ikke haft den samme byplanlægning, som blev introduceret i resten af byen sidst i 1800-tallet. Derfor er mangfoldigheden stor og ejendommene meget forskellige.
I Souvenirs-sangen Jeg troed' du var hos Michael nævnes Mejlgade.

## Populærkultur
Gadefesten "Mejlgade for Mangfoldighed" blev afholdt for første gang i maj 2006, som en modreaktion på nogle overfald, som var antaget at være racistisk motiverede. Aarhus Kommune støttede gadefesten fra 2011, dengang med 50.000 kr.[kilde mangler] Mejlgade for Mangfoldighed blev afholdt for sidste gang i maj 2015, da selskabet bag gik konkurs.
I 2011 skrev Aarhus-rapperen Erik Julaw en hyldestsang til Mejlgade.

## Galleri
- Restauranter i Mejlgade
- Mejlgade har nogle af de ældste bygninger i Aarhus.
- Mejlgade er en cykelgade
- Mejlborg ved Mejlborg Torvet i den nordlige ende af Mejlgade